# 22487 Megphillips
22487 Megphillips este un asteroid din centura principală de asteroizi.

## Descriere
22487 Megphillips este un asteroid din centura principală de asteroizi. A fost descoperit pe 6 aprilie 1997 la Socorro, New Mexico, în cadrul proiectului LINEAR. Asteroidul prezintă o orbită caracterizată de o semiaxă mare de 2,77 ua, o excentricitate de 0,15 și o înclinație de 5,2° în raport cu ecliptica.